# 涂世葉
涂世葉（?—?），字蔓菁，别號岱麓，江西南昌府南昌縣民籍，涂坊人。

## 生平
万历二十五年（1597年）丁酉江西鄉試第七十一名舉人，萬曆四十四年（1616年）丙辰科进士，都察院觀政，四十五年授繁昌县知县，四十七年調泾县，天啓元年應天府同考，二年行取考选，官南京山东道監察御史，三年十月差屯田印馬，五年革职为民。

## 家族
曾祖涂王器。祖父涂道述。父涂元会，庠生。

## 引用
1. ↑  《萬曆四十四年丙辰科進士履歷》：凃世葉，岱麓，诗二房，庚辰八月二十八日生。南昌人，丁酉七十一，会一百六十八，三甲一百八十七名。都察院政，丁巳授繁昌知县，己未調泾县，辛酉應天同考，壬戌行取考选，授山东道御史，乙丑为民。
2. ↑  《南昌县志》